# Mount Rifenburgh
Mount Rifenburgh ist ein 2690 m hoher Berg in der antarktischen Ross Dependency. In der Holland Range ragt er 3 km östlich des Kopfendes des Davidson-Gletschers auf.
Der United States Geological Survey kartierte ihn anhand eigener Tellurometervermessungen zwischen 1961 und 1962 sowie mittels Luftaufnahmen der United States Navy von 1960. Das Advisory Committee on Antarctic Names benannte ihn im Jahr 1966 nach Edward G. Rifenburgh (1915–1977), Kommandant der USS Arneb bei der Operation Deep Freeze des Jahres 1963.